# Iglesia de San José (Soria)
La iglesia de San José es la capilla del colegio del mismo nombre de los franciscanos situado en la ciudad de Soria (España).

## Historia
En 1908, en tiempos del padre Ángel Le Doré, fundaron los eudistas una casa en esta plaza. No maduró la fundación y la comunidad se trasladó a Alsasua, en Navarra. Eran solo cuatro religiosos con una escuela de 80 alumnos.
En el año 1920 son llamados los franciscanos para hacerse cargo de la Fundación Educativa "San José". Los franciscanos, habían estado presentes en la ciudad desde el siglo XIII pero en el año 1835 se produce la "desamortización" y se ven obligados a abandonar la ciudad. Lo que en principio fue antigua casa solariega de los Hinojosa (de la que se conservan los escudos), edificio heredado de los eudistas, con el paso de los años y las necesidades educativas, se fue ampliando el edificio y la plantilla de profesores hasta la actualidad.
La primera capilla se construyó aprovechando la antigua casona de los Hinojosa, en estilo neogótico con planta rectangular y ábside marcado en planta cubierto por una bóveda de cañón apuntado. En el testero plano se abría un óculo y sobre él se colocó un retablo barroco. Sobre el tejado de la casa se incorporó una pequeña espadaña con una campana. En 1940 se inauguró el actual templo de estilo ecléctico con elementos neobarrocos siguiendo planos del arquitecto Ramón Martiarena. El 25 de mayo se procedía a la bendición de las nuevas campanas y el 26 de mayo se inauguraba la nueva capilla.

## Descripción
La iglesia tiene planta rectangular de orientación noroeste sudeste, dividida en tres tramos por arcos fajones de medio punto y con cubierta plana con decoraciones de escayola simulando un artesonado, coro alto a los pies, capilla en el lado del Evangelio y dos entrada por el lado de la Epístola.
El tramo presbiterial rectangular está separado de la nave por un arco triunfal polilobulado y se cubre con una serie de bóvedas nervadas en escayola. La nave se ilumina por unos ventanales rasgados en el muro de la Epístola que se cierran con vidrieras de colores que representan a los principales santos principales de la orden seráfica, además del titular del colegio y del patrón de Soria, san Saturio, representado de cuerpo entero.

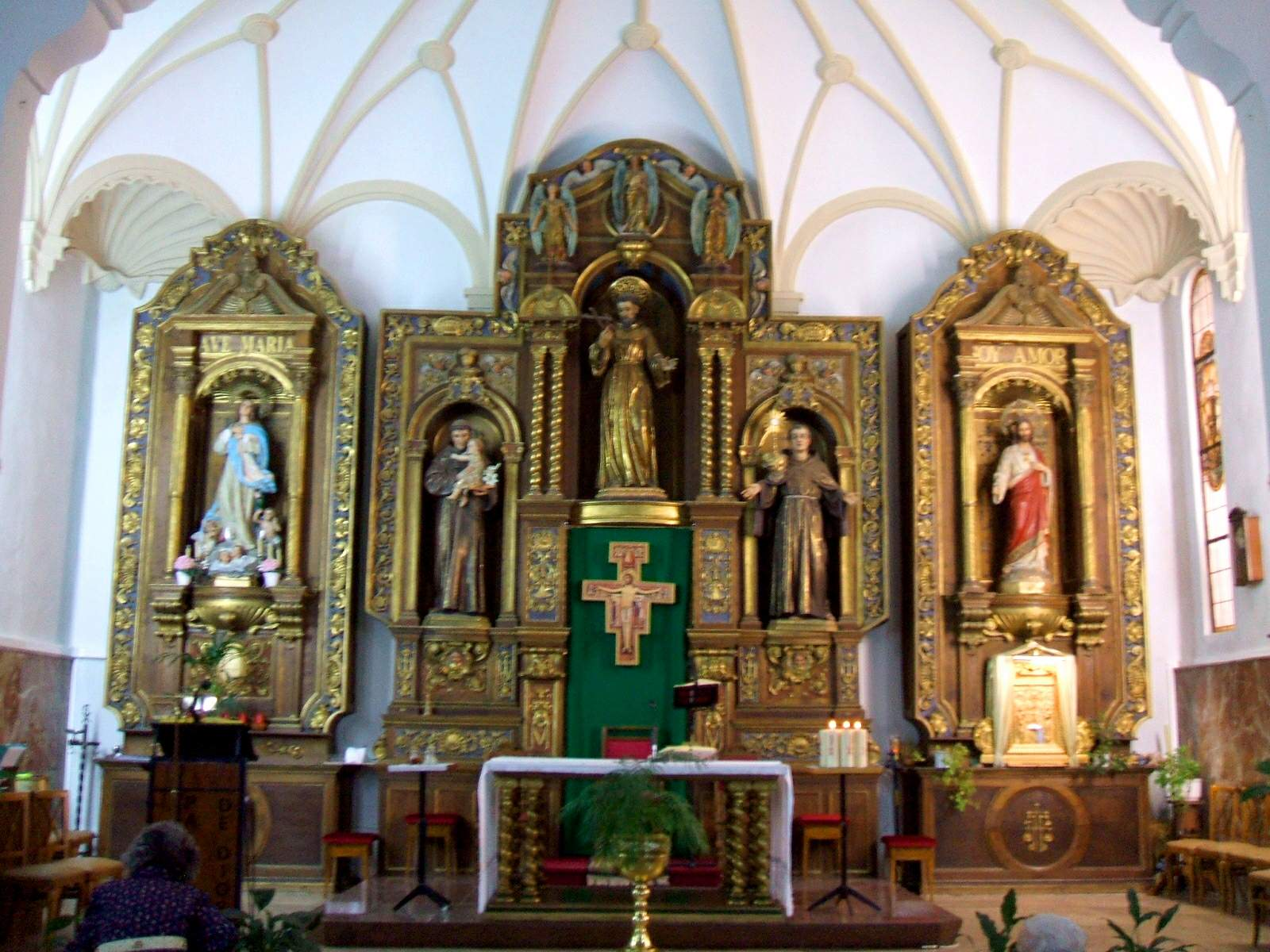
Capilla mayor con retablo neobarroco

La portada principal de acceso, realizada en arenisca, se compone de dos cuerpos y se abre en arco de medio punto. El acceso está flanqueado por dos columnas dóricas peraltadas que sostienen un entablamento que da paso al segundo cuerpo en el que figura una imagen en bulto redondo de San Francisco dentro de una hornacina avenerada. A ambos lado dos columnas helicoidales sostienen un nuevo entablamento que sostiene el ático, formado por una tarjeta con volutas. Los laterales están rematados con volutas coronadas por pináculos piramidales con pequeñas bolas.
A los pies se localiza la torre, de planta cuadrada con cuerpo superior ochavado donde se localizan las campanas. En un plano inferior se localiza una hornacina que sigue el modelo de la portada principal con columnas jónicas helecoidales cobija una imagen de la Virgen. En el cuerpo bajo, una pequeña portada de arco de medio punto coronada por un escudo da acceso a los pies de la iglesia. Sobre ella una placa marmórea recuerda la peregrinación del papa Juan XXIII cuando era cardenal y primado de Venecia siguiendo el recorrido que había realizado San Francisco de Asís en 1214. Estuvo dos horas en la ciudad el 26 de julio de 1954.